# Giovanni Martinelli
Giovanni Martinelli (ur. 22 października 1885 w Montagnanie, zm. 2 lutego 1969 w Nowym Jorku) – włoski śpiewak operowy, tenor.

## Życiorys
W młodości uczył się gry na klarnecie. Jego talent wokalny został dostrzeżony przez wojskowego kapelmistrza w okresie, gdy Martinelli odbywał służbę wojskową. Na scenie po raz pierwszy wystąpił w 1908 roku w Montagnanie jako Posłaniec w Aidzie Giuseppe Verdiego. Studia wokalne odbył w Mediolanie u Giuseppe Mandoliniego. W 1910 roku kreował swoją pierwszą wielką rolę operową, wykonując tytułową partię w Ernanim Verdiego w mediolańskim Teatro dal Verme. W 1911 roku został zaangażowany przez Giacoma Pucciniego do roli Dicka Johnsona w europejskiej prapremierze Dziewczyny ze Złotego zachodu w Rzymie. W 1912 roku debiutował na deskach londyńskiego Covent Garden Theatre jako Cavaradossi w Tosce, a w 1913 roku w nowojorskiej Metropolitan Opera jako Rodolfo w Cyganerii. W 1915 roku kreował rolę Lefèbvre’a w prapremierowym przedstawieniu opery Madame Sans-Gêne Umberta Giordana. Po śmierci Enrica Carusa w 1921 roku został pierwszym tenorem Metropolitan Opera, z którą związany był do 1943 roku. Gościnnie występował w Bostonie (1914), San Francisco (1923–1929), Chicago (1924–1931 i 1933–1944), Saint Louis (1934–1941) i Cincinnati (1940–1945), a także w Londynie (1913–1914, 1919 i 1937). W 1945 roku pożegnał się ze sceną operową, kreując rolę Poliona w Normie Vincenza Belliniego na deskach Metropolitan Opera. Później występował jeszcze jako śpiewak koncertujący, działał też jako pedagog. W 1967 roku w Seattle po raz ostatni wystąpił publicznie, odgrywając rolę cesarza Altouma w Turandot.
Jego repertuar obejmował około 50 ról operowych. Występował m.in. jako Otello w Otellu, Radames w Aidzie, Manrico w Trubadurze, Eleazar w Żydówce, Don José w Carmen, Canio w Pajacach, Faust w Fauście, Samson w Samsonie i Dalili.